# Klotgräs
Klotgräs (Pilularia globulifera L.), även kallad trådbräken, tillhör de egentliga ormbunkarna eller Filicales (pteridofyternas första och största klass) och ordningen vattenormbunkar eller Hydropterides. Dit hör familjen Marsiliaceæ, vars enda art som växer i Sverige är klotgräset. Denna lilla växt lever på sumpiga stränder eller i grunt vatten och har en vågrät, trådsmal jordstam, från vilken en mängd trådsmala blad stå rätt upp. Vid bladens baser sitter små ärtstora, mörkbruna, klotrunda "frukter" eller "piller", därav namnen "Pilularia" och "klotgräs".
De s.k. vattenormbunkarna har två slags sporer: stor- och småsporer, som bildas i två olika slags sporgömmen. Hos Pilularia är båda dessa slag inneslutna inom ett slags sporfrukt (sporocarpium), som sitter fästad på basen av ett blad och själv utgöres av bladorgan eller ett från näringsbladet avsöndrat parti (jämför Ormtunga (Ophioglossum vulgatum)); denna sporfrukt är av en mindre ärtas storlek, har brun färg och tätt brunluden yta. I tvärsnitt har den fyra rum, i vilka sporgömsamlingarna äro inneslutna; man ser därinne sporgömmena som små säckar, innehållande antingen en enda storspor eller en mängd småsporer. Storsporen är av så betydlig storlek, att den är synlig för blotta ögat; den har en fast, gulaktig vägg, krönes upptill av en liten kägellik spets, och omgives för övrigt av ett vattenklart, under förstoringsglas knappt skönjbart slemhölje. Både stor- och småsporer frambringar en förbål (prothallium, se stensöta), men av olika kön, så att storsporens förbål får honliga, småsporens åter hanliga befruktningsceller. Därav namnen honspor och hanspor.
Klotgräset är tämligen sällsynt och har anträffats från Skåne upp till södra Södermanland, södra Värmland och sydvästra Norge.

## Utbredningskartor
- Norden . Saknas på Island.
- Norra halvklotet . Saknas utanför Europa.

## Etymologi
- Pilularia, av latin pilula = liten kula. Se vidare piller.
- Globulifera av latin globus = klot och ferre = bära; det vill säga  har små klot, vilket syftar på sporfrukten.